# Ephydroidea
Ephydroidea é uma superfamília da ordem Diptera.